# Rafael Solbes

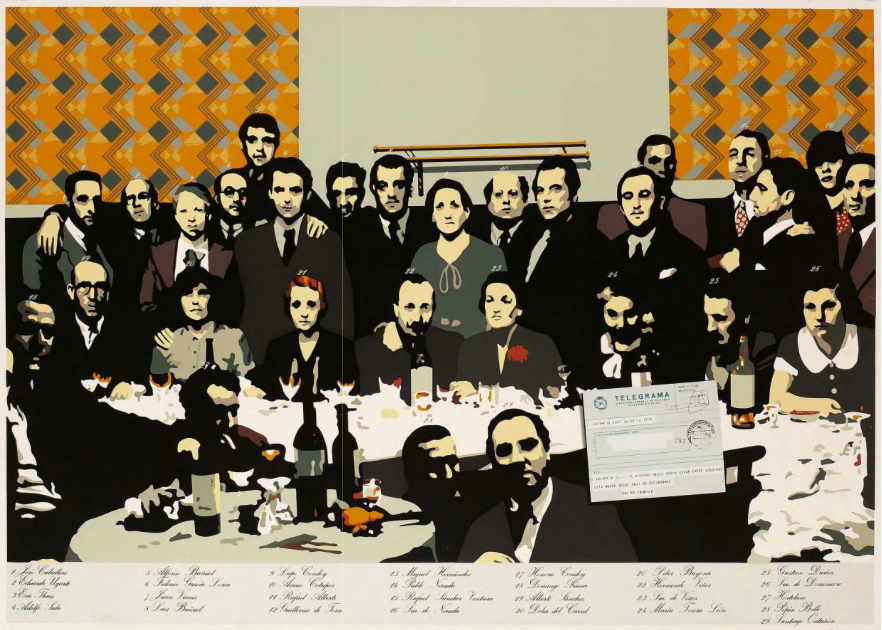
El Telegrama - Equipo Crónica

Rafael Solbes (Valencia, 1940 - Valencia, 10 de noviembre de 1981) fue un pintor y artista español miembro del Equipo Crónica.

## Equipo Crónica
Equipo Crónica, fue un grupo artístico fundado en 1964 por tres pintores valencianos, a partir de las propuestas del historiador Tomás Llorens Serra. Sus integrantes fueron Manolo Valdés, Rafael Solbes y Juan Antonio Toledo, si bien este último se desligó pronto del grupo. Conjuntamente firmaron un manifiesto redactado por el crítico Vicente Aguilera Cerni. Activos entre 1964 y 1981, fecha de la muerte de Solbes, la producción del Equipo Crónica se enmarca entre el último periodo del franquismo y el inicio de la transición a la democracia.

## Exposiciones
En 1964 Manolo Valdés y Rafael Solbes participaron en la exposición España libre realizada en Rímini, en la que expusieron junto con numerosos artistas contemporáneos, entre ellos los españoles Eduardo Arroyo, Rafael Canogar, Antoni Clavé, Antonio Saura y Antoni Tàpies. A raíz de esta exposición, nació la idea de crear un proyecto artístico alternativo. Junto con Tomás Llorens, Rafael Solbes y Manuel Valdés llevaron a cabo conversaciones entre artistas como Juan Antonio Toledo, Ana Peters, Carlos Mensa, Martí Quinto o Ramón Montesa. La iniciativa tomó dos caminos, que se consolidaron con la creación de dos grupos: Estampa Popular y un grupo en el que sus integrantes compartían una misma tendencia artística, que posteriormente pasaría a llamarse Equipo Crónica.
En noviembre de 1964 este último grupo inauguró una exposición de tanteo, que se realizó en el Ateneo Mercantil de Valencia. Junto a R. Solbes, M. Valdés y J.A. Toledo, participaron como integrantes del equipo Carlos Mesa, Ana Peters y Rafael Marti Quinto, que tras la exposición dejaron el grupo.
No fue hasta enero de 1965, en el XVII Salón de la Jeune Peinture de Paris, que R. Solbes, J.A. Toledo y M. Valdés presentan obras individuales bajo el nombre del colectivo Equipo Crónica.